# Économie constitutionnelle
L’économie constitutionnelle est un programme d'étude conjointe de l'économie et le constitutionnalisme. Elle est souvent décrite comme « l'analyse économique du droit constitutionnel ». L’économie constitutionnelle tente d'expliquer le choix des différentes règles constitutionnelles qui «limitent les options et les activités des organismes économiques et politiques ». Ceci est différent de l'approche de l'économie traditionnelle. En outre, l’économie constitutionnelle étudie dans quelle mesure les décisions économiques de l'État s'accordent avec les existants droits constitutionnels économiques de ses citoyens. Par exemple, la distribution juste des ressources économiques et financières de l'État est un problème très important pour tous les pays. L’économie constitutionnelle nous aide à trouver un mécanisme juridique pour la résolution de ce problème.

## L’origine

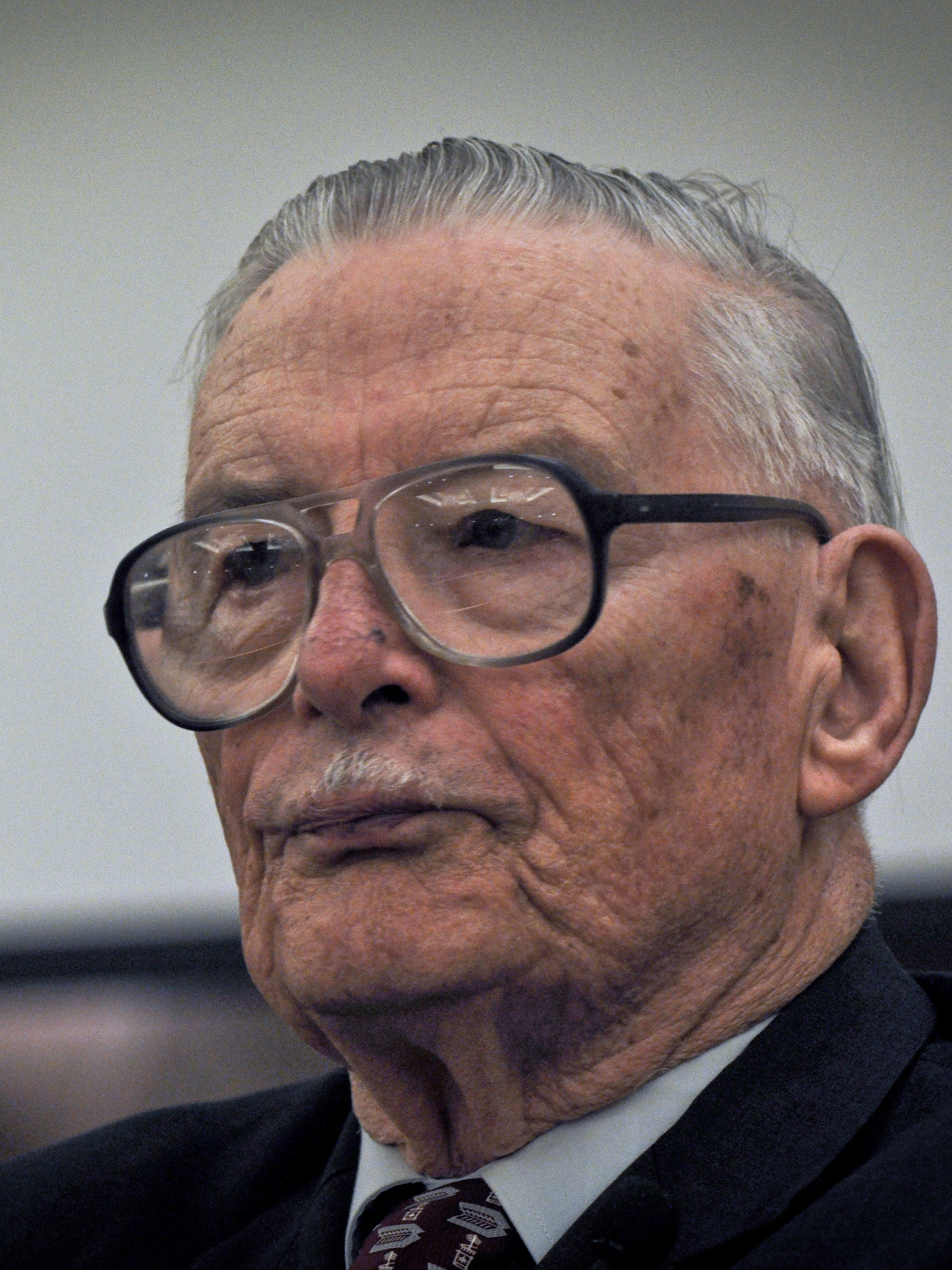
le terme économie constitutionnelle a été popularisé par James M. Buchanan, pour laquelle il a reçu le prix Nobel 1986 (Photo de Buchanan eb septembre 2010)

Le terme « économie constitutionnelle » a été créé en 1982 par l'économiste américain Richard McKenzie. Plus tard, ce terme a été utilisé par un autre économiste américain – James M. Buchanan – comme un nom pour une nouvelle sous-discipline académique. C'est le travail de Buchanan sur cette sous-discipline qui en 1986 lui valut le prix Nobel en sciences économiques pour son « développement des bases contractuelles et constitutionnelles relatives à la théorie de la prise de décisions économiques et politiques ».
Buchanan rejette «toute conception organique de l'état qui est supérieur en sagesse par rapport aux citoyens de cet état». Cette position philosophique est la base de l'économie constitutionnelle. Buchanan croit que toute constitution est créé pour au moins les plusieurs générations des citoyens. Par conséquent, elle doit être en mesure d'équilibrer les intérêts de l'État, la société, et chaque individu.
Selon Ludwig Van den Hauwe ue l'économie constitutionnelle peut être considéré comme la moderne «science de la législation». L'intérêt croissant du public à l'économie constitutionnelle a déjà apporté à la vie de plusieurs revues spécialisées, telles que, par exemple, « Constitutional Political Economy »  (fondée en 1990).

## Économie constitutionnelle positive
Les principaux outils de l'économie positive constitutionnelle est constitué par l' "analyse comparative institutionnelle qui comporte quatre éléments principaux : 
1. Examen de l'émergence des règles constitutionnelles et des causes de leur développement des apports individuels.
2. Examen de la façon de distinguer les règles des facteurs collectifs et individuels (méthode peu usitée pour Voigt).
3. Examen des possibilités de changement des constitutions ou des règles. Chaque changement est sujet à une analyse économique de leurs effets sur l'efficience et l'équité.
4. Examen des effets économiques de l'évolution des règles.

## Économies constitutionnelle positive

### James Buchanan et l'éthique d'une citoyenneté constitutionnelle
Selon Buchanan, l'efficience politique, comme l'efficience marché, survient quand tous les individus d'une communauté sont d'accord avec les structures politiques. L'argumentation de Buchanan est similaire à la vue du gouvernement dans  l'approche du  contrat social où les individus acceptent des contraintes en échange des bienfaits qui en résultent . Buchanan soutient que les échanges politiques de droits et d'autorité relèvent d'un processus identique à celui des  marchés  où les transactions se font à travers des échanges volontaires et mutuellement bénéfiques.
Buchanan croit que l'éthique du constitutionnalisme est la clé de l'ordre constitutionnel et  " peut-être nommée le monde kantien idéalisé (may be called the idealized Kantian world)" où l'individu  crée l'ordre, avec l'aide substantielle des concitoyens ayant adopté la loi morale comme règle générale de conduite ( who is making the ordering, along with substantially all of his fellows, adopts the moral law as a general rule for behaviour)"
Buchanan introduit les concepts transdisciplinaires de “citoyenneté constitutionnelle (constitutional citizenship)" et d' "anarchie constitutionnelle (« constitutional anarchy »). Selon lui, l' "anarchie constitutionnelle“ est une politique moderne dont la meilleure formulation peut être donnée en disant qu'elle décrit des actions entreprises sans comprendre ni même prendre en compte les règles qui définissent l'ordre constitutionnel. Cette politique consiste en des stratégies adoptée pour répondre à des intérêts en compétition sans  se soucier de leur impact sur la structure politique. Au contraire dans la “citoyenneté constitutionnelle“  les citoyens  essayent de rester en accord avec leurs droits et obligations constitutionnels qu'il considère comme une partie de la politique constitutionnelle.
Buchanan écrit que " l'éthique d'une citoyenneté constitutionnelle , n'est pas directement comparable à l'éthique comportementale de personnes en interaction dans le cadre de contraintes imposées par son régime actuel. Un individu peut être entièrement responsable au sens éthique standard et ne pas répondre à l'éthique requise pour une citoyenneté constitutionnelle (the ethics of constitutional citizenship is not directly comparable to ethical behavior in interaction with other persons within the constraints imposed by the rules of an existing regime. An individual may be fully responsible, in the standard ethical sense, and yet fail to meet the ethical requirement of constitutional citizenship.)" Buchanan emploie le terme  " constitutionnalité (constitutionality)" dans un sens large et s'il l'applique surtout à l'État, il l'étend aux familles ainsi qu'aux firmes, qu'aux institutions publiques.
Un point crucial à comprendre dans le système de penser de Buchanan est la distinction qu'il fait entre la science politique (politics) et la politique (policy). Selon lui, la science politique traite des règles du jeu alors que la politique porte sur les stratégies que les joueurs vont adopter à l'intérieur d'un ensemble de règles. “Questions about what are good rules of the game are in the domain of social philosophy, whereas questions about the strategies that players will adopt given those rules is the domain of economics, and it is the play between the rules (social philosophy) and the strategies (economics) that constitutes what Buchanan refers to as constitutional political economy”.

### Hayek
Buchanan n'est pas le seul  a traité d'économie constitutionnelle normative. Friedrich Hayek a aussi beaucoup écrit sur cette question même s'il ne l'appelle pas économie constitutionnelle. Hayek soutient qu'une démocratie constitutionnelle représentative démocratie constitutionnelle est la meilleure forme de gouvernement. La liberté et l'établissement de critère d'un régime de liberté est un des principaux buts d'Hayek.

## L’interprétation judiciaire
Le juge américain Richard Posner souligne le rôle important de la Constitution de l'État dans le développement économique. Il affirme que «la protection effective des droits fondamentaux de l'économie favorise la croissance économique».
La Cour suprême de l'Inde avait utilisé l’interprétation pratique de la Constitution indienne pour protéger les groupes de la population plus opprimés et pauvres en plusieurs cas de litige dans l'intérêt public. Cela était un bon exemple d'application réelle de la méthodologie de l'économie constitutionnelle.

## L'importance pour les pays en développement et en transition
Dans la langue anglaise, le mot « constitution », en plus de sens «la loi fondamentale», se réfère souvent à l'ensemble des principes de base par qui une organisation commerciale, religieuse ou publique est gouvernée. Cette compréhension se reflète dans une approche plus large qui est caractéristique de l'école occidentale de l'économie constitutionnelle. Par opposition à cela, l'école russe de l'économie constitutionnelle, créé au tournant du millénaire, se concentre entièrement sur la notion de Constitution de l'État. Le modèle russe de l'économie constitutionnelle tente à réunir l’observance des droits économiques constitutionnelles des citoyens avec la politique économique de l'État. En 2006, l'Académie des Sciences de Russie avait officiellement reconnu l’économie constitutionnelle comme une sous-discipline académique.
L'économie constitutionnelle accorde une attention particulière à la répartition juste de la richesse nationale. Les nombreux pays avec les systèmes économiques en développement ou en transition continuent de considérer leurs constitutions comme les documents juridiques très abstraites, n'ayant rien de commun avec la politique économique réelle de l'État. Les trois quarts de tous les pays indépendants vivent encore, soumis au contrôle de l'économie nationale presque absolu par l'État. Ni la société civile ni les citoyens de ces états n’ont aucune influence sur les décisions prises par l'État dans le procédé de répartition de la richesse nationale. Par conséquent, l'économie constitutionnelle est particulièrement importante pour les pays dont les systèmes politiques et économiques sont en transition et où l'État rarement (si jamais) respecte les droits constitutionnels économiques de ses citoyens.

## Critiques
Certains savants  tels Walter Block et Thomas DiLorenzo  doute que l'économie constitutionnelle puisse être une science. Ils soutiennent que la politique ne peut être assimilée au marché et de là puisse exister en tant que science. Ils  avancent qu'à la différence du marché, le consentement n'est pas le fondement de la politique Au contraire, celle-ci  est guidée par une coercition violente et historiquement belliqueuse. Ils pensent que la méthode de l'économie constitutionnelle vembrouille les discussions de la théorie des choix publics et de l'économie politique. selon eux, Buchanan, Voigt, Macey, et même Beard supposent dans une viosion fortement inspiré du contractualisme que la politique repose sur l'échange de bien.
Selon Block et DiLorenzo, la politique c'est un groupe puissant s'imposant librement à ceux qui appartiennent à un groupe plus faible. Selon eux, de  Empire romain à maintenant, ce qui a dominé ce sont la conquête, l'exploitation, pas le consentement. Ils s'en prennent ici notamment au livre The Calculus of Consent un des textes fondamentaux de l'économie constitutionnelle. Pour eux, aucun État n'a été ou peut être volontaire et qu'un gouvernement librement consenti ne peut être qu'une expression contradictoire et que par conséquent l'économie constitutionnelle ne peut être une discipline scientifique.
Pour William Campbell  la faiblesse de l'économie constitutionnelle réside dans l'hypothèse qu'elle fait selon laquelle le but de la constitution doit être l'efficience, la liberté individuelle et les droits, pas la moralité ni un bien supra-individuel.